# Kassák Lajos Emlékmúzeum
A Kassák Lajos Emlékmúzeum (röviden: Kassák Múzeum) Kassák Lajos magyar író, költő, festő műveiből és írásaiból rendezett kiállítás Budapest III. kerületében.

## A múzeum története

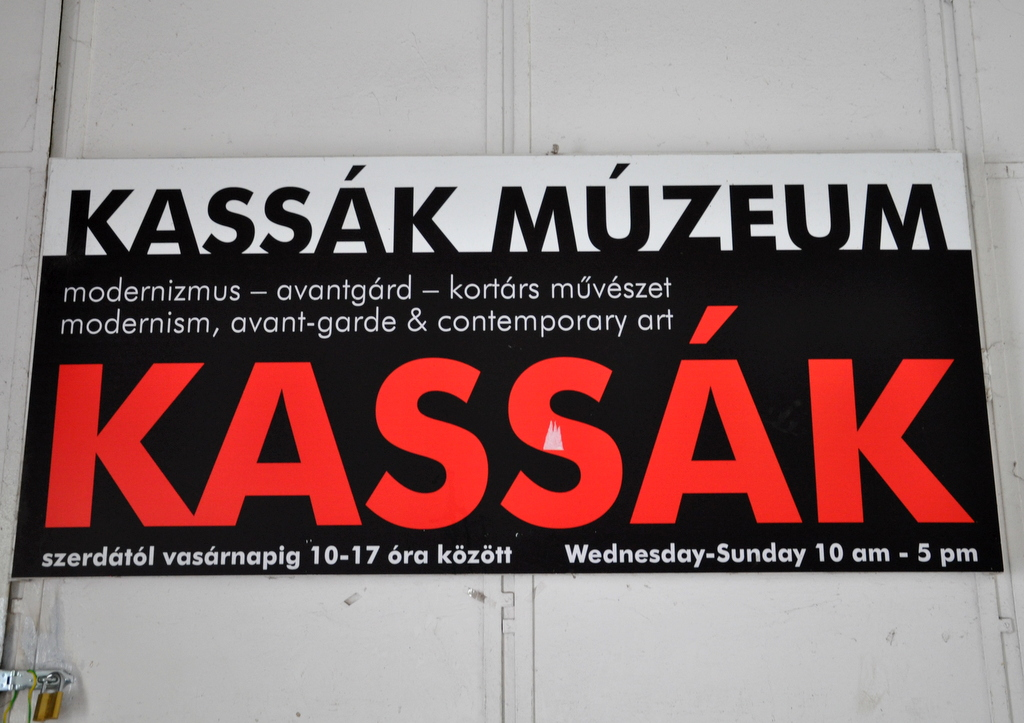

Kassák Lajos, a magyar avantgárd vezető művésze. Irodalmi és képzőművészeti munkásságát mutatja be, a volt Zichy-kastély I. emeletén található állandó kiállítás, mely 1976-ban, a Petőfi Irodalmi Múzeum filiáléjaként jött létre. 
2000 tavaszán újabb állandó kiállítás nyílt a XX. századi magyar művészek, magyar írók hagyatékából.
Az avantgárd témakörében gyakran szerveznek időszakos kiállításokat, melyeket külföldön is bemutatnak. 1976–2007 Csaplár Ferenc irodalomkutató igazgatta a múzeumot, akinek elévülhetetlen érdemei vannak a Kassák-hagyaték rendezésében, gyarapításában és az időszakos kiállítások létrehozásában. Csaplár halála után Andrási Gábor, majd 2010-től Sasvári Edit művészettörténész lett a Múzeum igazgatója. 2020. november elsejétől Szeredi Merse Pál művészettörténész vette át az intézmény vezetését.